# Zemplínska Nová Ves
Zemplínska Nová Ves é um município da Eslováquia, situado no distrito de Trebišov, na região de Košice. Tem 10,7 km² de área e sua população em 2018 foi estimada em 880 habitantes.

## Demografia
| Ano:        | 1994 | 2004   | 2014   | 2024   |
| ----------- | ---- | ------ | ------ | ------ |
| Broj ljudi: | 883  | 954    | 900    | 926    |
| Razlika:    |      | +8,04% | -5,66% | +2,88% |

| Ano:               | 2023 | 2024   |
| ------------------ | ---- | ------ |
| Número de pessoas: | 922  | 926    |
| Diferença:         |      | +0,43% |